# Eric Papilaya

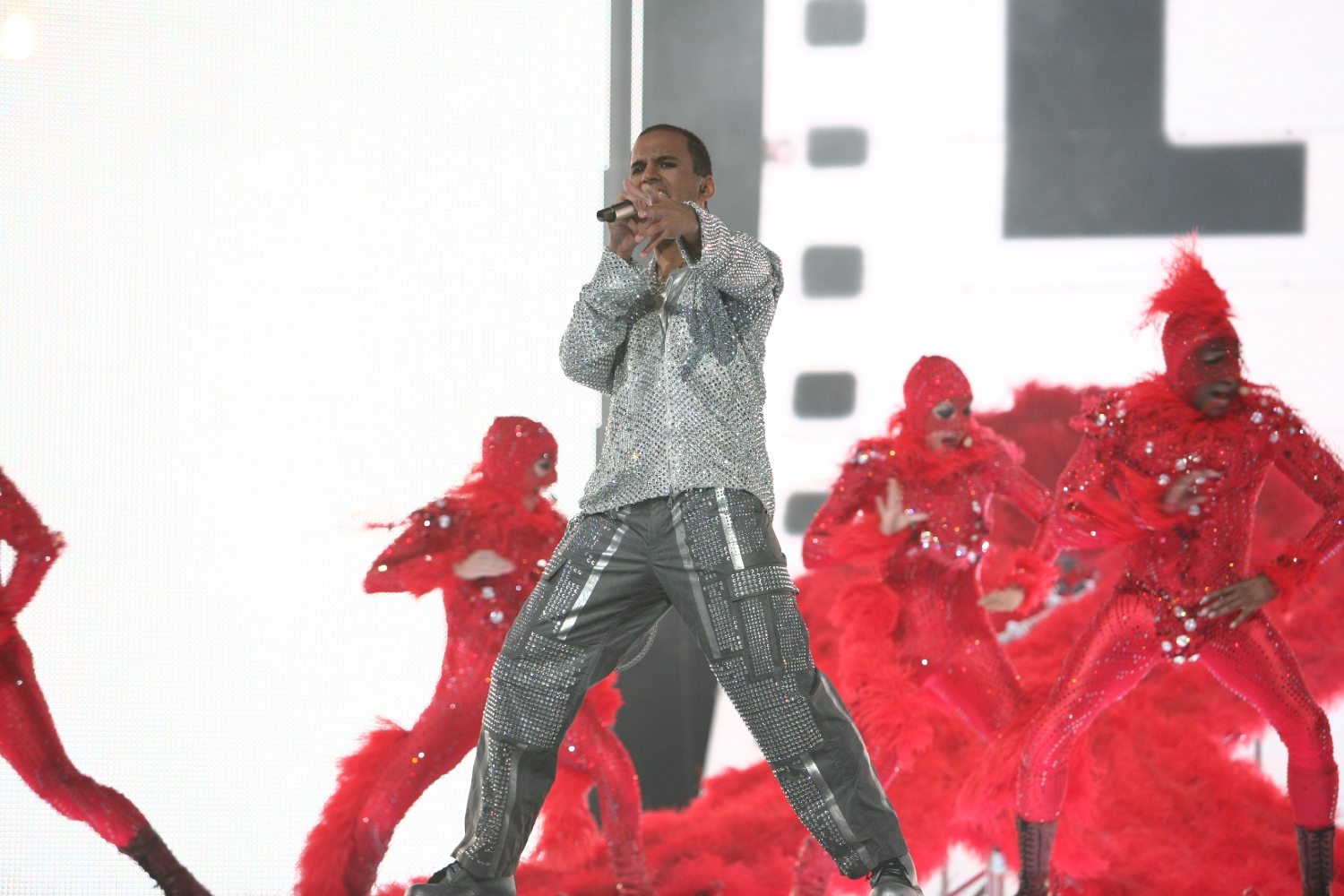
Eric Papilaya vid Eurovisionsschlagerfestivalen.

Eric Papilaya är en österrikisk artist som upptäcktes i den TV-sända talangtävlingen Starmania. Han representerade sitt hemland i Eurovision Song Contest 2007 i semifinalen i Finland den 10 maj, men gick inte vidare till finalen. Hans bidrag, Get A Life - Get Alive, är utvald som The Life Ball's officiella välgörenhetslåt i kampen mot AIDS.